# Đô Lan
Đô Lan (chữ Tạng: ཏུའུ་ལན་རྫོང་, giản thể: 都兰县; phồn thể: 都蘭縣; bính âm: Dūlán Xiàn) là một huyện thuộc Châu tự trị dân tộc Mông Cổ & dân tộc Tạng Hải Tây, tỉnh Thanh Hải, Trung Quốc.

### Trấn
- Sát Hán Ô Tô (察汉乌苏镇)
- Hương Nhật Đức (香日德镇)
- Hạ Nhật Cáp (夏日哈镇)
- Tông Gia (宗加镇)

### Hương
- Nhiệt Thủy (热水乡)
- Hương Gia (香加乡)
- Câu Lý (沟里乡)
- Ba Long (巴隆乡)